# 古农湖大坝
古农湖大坝决堤事故是2009年3月27日发生于印度尼西亚西爪哇省文登县的一起蓄水湖大坝决堤事故。

## 历史
发生事故的古农湖最大储量为200万立方米，平时用于农业灌溉，其大坝高约10米。2009年3月26日夜晚，当地下起暴雨，导致湖内水位快速上升。27日凌晨2时左右，由于湖内储水过量，大坝发生决堤事故，引发的洪水冲进下游民居，导致400多栋房屋被淹，水深最高处为2.5米。由此引发巨大的人员伤亡，共导致至少77人死亡、50人受伤、102人失踪。